# Geminiano Inghirami
Geminiano Inghirami o anche Gimignano Inghirami (Prato, 1370 – Prato, 24 luglio 1460) è stato un religioso, umanista, giureconsulto e mecenate italiano.

## Biografia
Appartenente a una famiglia influente di Prato, compì gli studi e si dedicò alla vita religiosa. Diventato Preposto della pieve di Prato, si guadagnò la fama di giureconsulto di grande rilievo, partecipando al Concilio di Costanza come uditore di Rota nel 1414. Influente alla corte pontificia, fu in contatto con i principali personaggi dell'ambiente toscano dell'epoca, tra i quali Cosimo de' Medici e Antonino Pierozzi.
Fu un importante estimatore dell'arte rinascimentale, commissionando varie opere ad artisti fiorentini di primissimo rilievo e convincendoli spesso a venire a lavorare a Prato, nel cantiere del duomo. Tra questi ci furono Donatello, Michelozzo e Filippo Lippi, che lasciò nel coro del duomo della città quello che è considerato uno dei suoi capolavori, il ciclo di affreschi con le Storie di Santo Stefano e San Giovanni Battista; per la stessa commissione era entrato in contatto anche con Beato Angelico. Per l'Inghirami lo stesso Lippi dipinse la grande pala con le Esequie di san Girolamo.
Morto quasi novantenne, venne sepolto nella chiesa di San Francesco a Prato, in un sepolcro un tempo nel chiostro ed oggi spostato all'interno della chiesa. Fu scolpito forse da Pasquino da Montepulciano, già attribuito a Desiderio da Settignano, e anticamente era decorato da pitture perdute del Lippi.

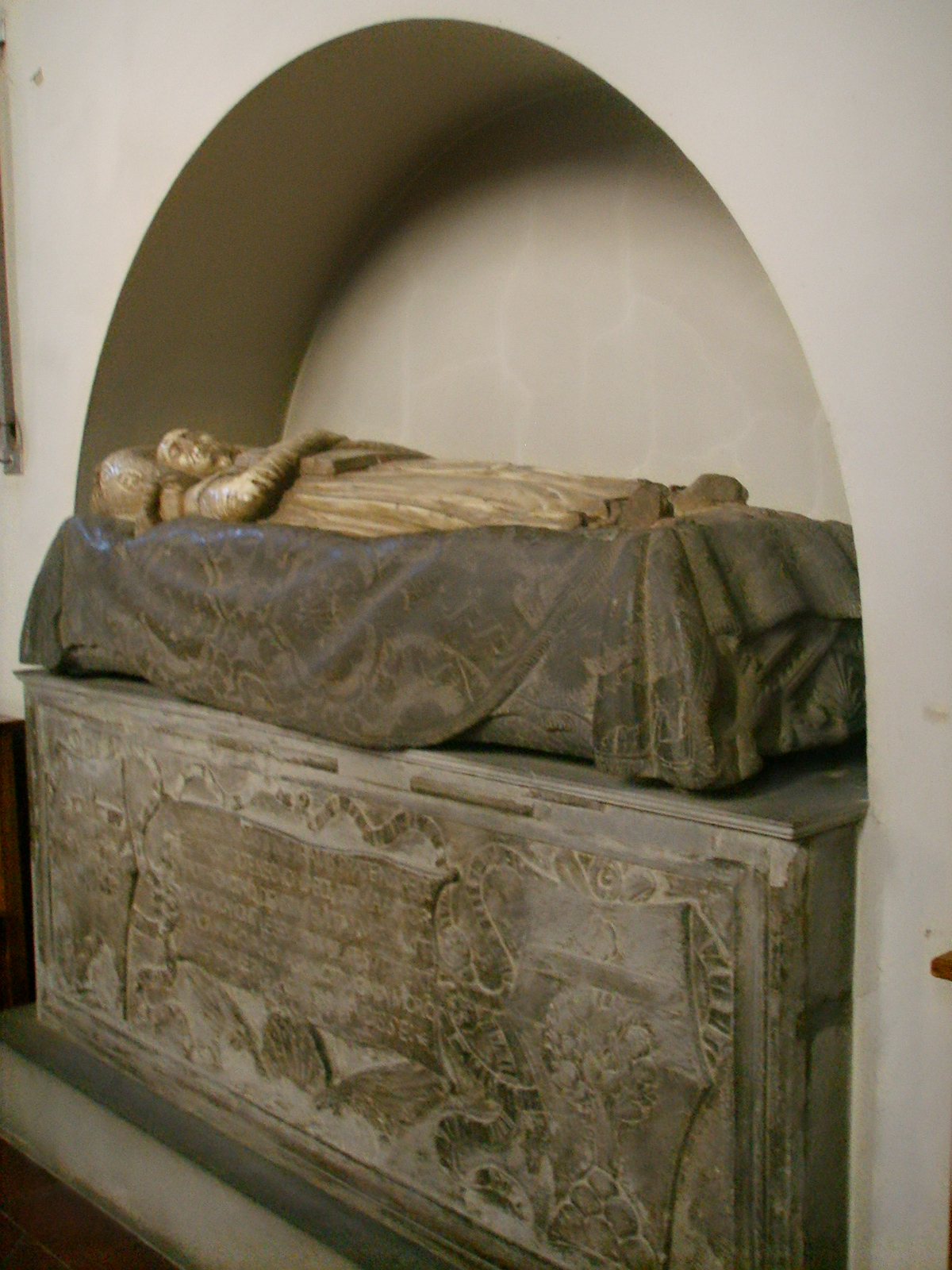
Il monumento funebre di Geminiano Inghirami
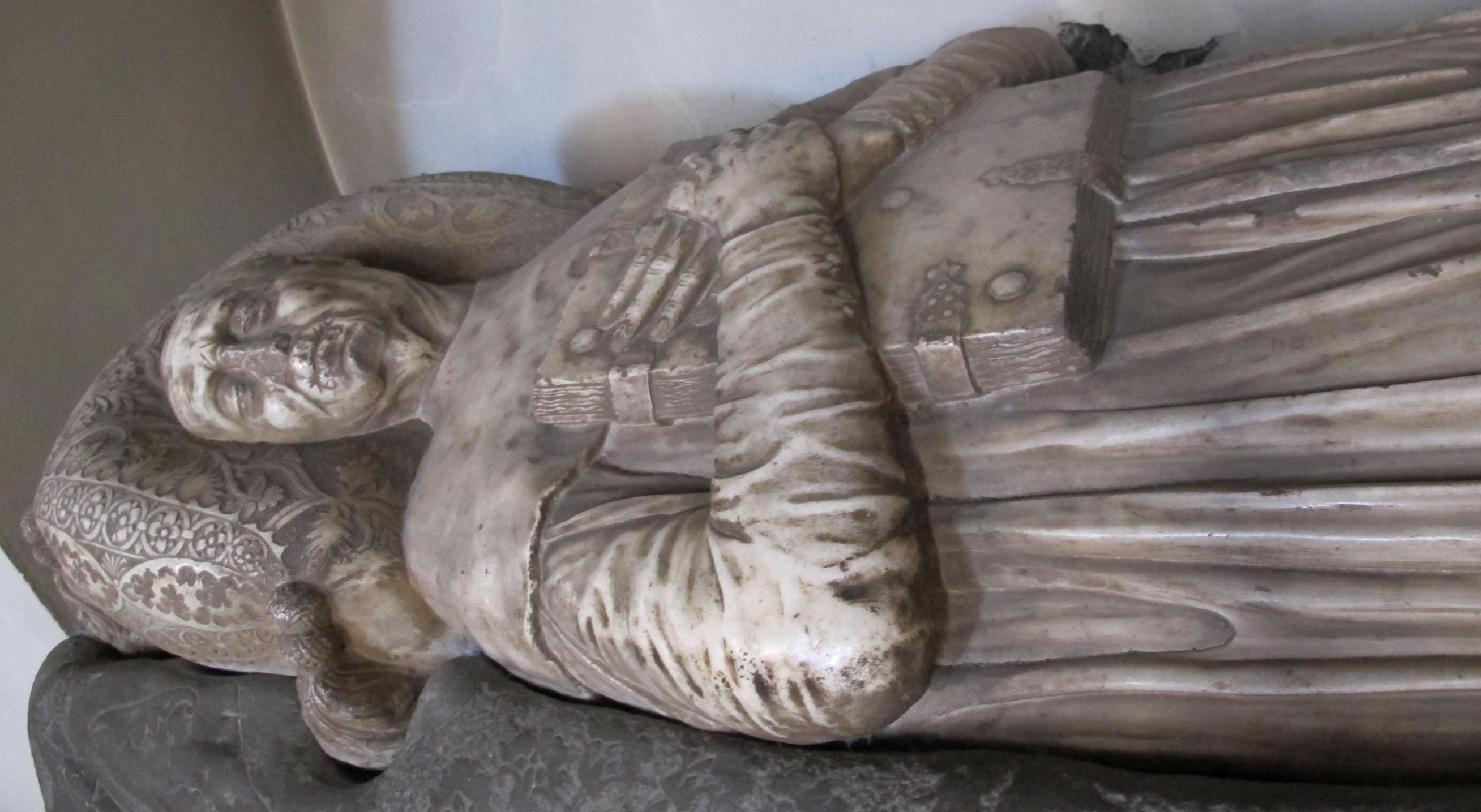
Il monumento funebre di Geminiano Inghirami